# Gaio Flaminio Nepote
Gaio Flaminio Nepote (attorno al 265 a.C. – Lago Trasimeno, 21 giugno 217 a.C.) è stato un politico e generale romano e console della Repubblica romana nel III secolo a.C. e il più importante fra i politici popolari che cercarono di contrastare l'autorità del Senato prima dell'avvento dei fratelli Gracchi un secolo più tardi.

## Biografia

### Inizio della carriera
Alla fine della Prima guerra punica Gaio Flaminio si presentò come homo novus alla guida del movimento che cercava di riorganizzare politicamente le conquiste territoriali di Roma. In qualità di tribuno della plebe, nel 232 a.C. promosse un plebiscito che frazionò il territorio controllato dalla Repubblica.
Nel 232 a.C. con la lex Flaminia de agro Gallico et Piceno viritim dividundo (Legge Flaminia sulla divisione dell'agro gallico e piceno), l'intero territorio dell'Ager gallicus picenus, strappato ai Galli Senoni decenni prima, e parte del Picenum vennero centuriati e dati a famiglie di agricoltori caduti in miseria durante le precedenti guerre. Per superare l'opposizione del Senato, Flaminio si limitò a non consultare i senatori, contravvenendo a quanto dettavano le norme costituzionali e la tradizione.
Nel 227 a.C. Flaminio fu nominato governatore della Sicilia. Durante la sua carica, però, la riorganizzazione delle terre centuriate, da lui condotta scatenò la reazione dei Galli che entrarono a fondo nel territorio della Repubblica. I Romani contrattaccarono e distrussero l'esercito gallico alla battaglia di Talamone nel 225 a.C.

### Dal Consolato allo scoppio della seconda guerra punica (223 - 218 a.C.)
Nel 223 a.C., Flaminio fu eletto console per la prima volta. Con il collega Publio Furio Filo sconfisse definitivamente i Galli e li costrinse a sottomettersi a Roma. Egli ottenne inoltre il trionfo sui Galli Insubri nell'anno successivo (222 a.C.).
Nel 221 a.C. Flaminio diventa magister equitum del console Marco Minucio Rufo e l'anno successivo fu eletto censore assieme a Lucio Emilio Papo. Fu in questo periodo che Roma diede inizio a un grande progetto di costruzioni. Nasce la Via Flaminia che collegherà Roma a Rimini, si stabiliscono le colonie di Placentia e Cremona per controllare il fiume Po e le genti galliche circostanti, in particolare i Galli Boi stanziati nell'attuale Emilia e gli Insubri nell'odierna Lombardia.
Sempre in questo periodo vengono riorganizzati i comizi centuriati per aumentare il peso elettorale dei plebei. Sempre Gaio Flaminio fece costruire il primo Circo stabile di Roma e lo fece edificare nei Campi Flamini: il circo si chiamò, ovviamente, Circo Flaminio.
Nel 218 a.C., in qualità di senatore fu l'unico a votare a favore della Lex Claudia che voleva proibire ai senatori di partecipare ai commerci con l'estero, vietando che i senatori potessero avere una nave adatta a trasportare un carico maggiore di trecento anfore di grano (pari a circa 7.800 dm³). Questa legge, se da un lato suscitò forte risentimento tra i patrizi, dall’altro incontrò il pieno consenso dei plebei e ne assicurò il sostegno al consolato successivo.

### Secondo consolato e morte (217 a.C.)
Nel 217 a.C. divenne console per la seconda volta avendo come collega Gneo Servilio Gemino. L'autunno precedente Annibale valicate le Alpi era giunto nella Pianura Padana e vi aveva sconfitto Publio Cornelio Scipione, padre dell'Africano al Ticino e Sempronio Longo al fiume Trebbia.
Flaminio, al quale erano toccate in sorte le legioni che svernavano a Placentia, mandò al console uscente Sempronio Longo un editto affinché conducesse l'esercito alle idi di marzo negli accampamenti di Ariminum. Poi egli, per evitare di essere trattenuto a Roma con falsi pretesti a cui erano esposti solitamente i consoli poco amati dal senato, se ne andò nella provincia assegnatagli di nascosto, provocandone di nuovo odio e rancore. All'unanimità il Senato infatti deliberò di richiamarlo a Roma, costringendolo ad assolvere di persona ai suoi doveri verso gli dèi e gli uomini prima di ripartire per il proprio comando militare e la propria provincia. Ma Flaminio non si smosse e compì un sacrificio ad Ariminum, sebbene alcuni dicessero che si era rivelato poco favorevole.
Flaminio, una volta ricevute le due legioni da Sempronio e le due dal pretore Gaio Atilio Serrano, condusse l'esercito attraverso gli Appennini in Etruria. Inizialmente credeva che Annibale avrebbe percorso la strada che tutti gli invasori utilizzavano per scendere verso Roma, passando da Rimini. Quando invece il Barcide attraversò l'Appennino probabilmente in qualche punto fra Bologna e Pistoia (o forse con un tracciato simile a quello che qualche anno dopo l'omonimo figlio utilizzò per costruire la via Flaminia minor), Flaminio fu costretto a seguirlo per evitare che marciasse su Roma. Flaminio dovette invertire precipitosamente la marcia per difendere la città.
Al lago Trasimeno i Romani, ostacolati anche dalla nebbia, caddero in una terribile imboscata architettata da Annibale. Le legioni di Flaminio e un reparto di cavalleria di Gaio Servilio che stava sopraggiungendo furono quasi totalmente distrutti. La Battaglia del Lago Trasimeno, combattuta il mattino del 21 giugno 217 a.C., fu l'ultimo combattimento del generale romano. Secondo il racconto di Tito Livio,  Flaminio venne trafitto con la lancia da un cavaliere gallo di nome Ducario. Il cadavere del console venne poi decapitato; il busto non fu mai ritrovato.